# Kauan
KAUAN — музыкальный проект из Челябинска.

## История
Проект KAUAN основался в феврале 2005 года и за всю его историю пережил много перемен, как в стилях, так и в самом названии. Само слово «kauan» с финского переводится как «даль» или «долго». 
На момент создания проекта в составе было два человека, и только в сентябре к проекту присоединилась скрипачка Любовь Мушникова. Помимо скрипки, группа украсила песни первого альбома виолончелью и саксофоном. В 2007 году проект записал альбом Lumikuuro, который вышел летом 2007 года на BadMoodMan Music. После выхода дебютного альбома группу покинул Александр Боровых, и через какое-то время проект начал работать над новым альбомом Tietäjän Laulu, выход которого состоялся в ноябре 2008 года на том же лейбле BMM Music.

## Состав группы

### Постоянные участники
- Антон Белов — музыка, вокал
- Алина Белова — клавишные, вокал
- Анатолий Гаврилов — альт
- Хелена Думель — альт
- Нико Салминен —бас, вокал
- Кристиан Мерилахти — ударные, перкуссия

### Сессионные музыканты
- Александра Алтухова — скрипка
- Юлия Макаренко — скрипка
- Владимир Бабутин — виолончель
- Astaroth Merc — гитара

### Бывшие участники
- Александр Боровых — гитара, бэк — вокал
- Любовь Мушникова — скрипка
- Александр Виноградов — бас гитара
- Антон Скрынник — ударные

## Дискография
- 2007 — Lumikuuro (BMM Music)
- 2008 — Tietäjän Laulu (BMM Music)
- 2009 — Aava Tuulen Maa (Firebox/BMM Music)
- 2011 — Kuu… (Avantgarde Music)
- 2013 — Pirut (Blood Music)
- 2014 — Muistumia (Blood Music)
- 2015 — Sorni Nai (Blood Music)
- 2017 — Kaiho (Kauanmusic)
- 2021 — Ice Fleet (Artoffact Records)